# Stefan Schaffner
Stefan Schaffner ist ein deutscher Indogermanist.

## Leben
Er studierte von 1988 bis 1994 indogermanische Sprachwissenschaft, klassische Philologie und germanistischen Sprachwissenschaft an der Universität Regensburg. Er erwarb 1994 den Magister Artium, 1999 Dr. phil. und 2006 PD Dr. phil. habil. bei Gert Klingenschmitt, Rosemarie Lühr und Heinrich Tiefenbach (Untersuchungen zu ausgewählten Problemen der nominalen Morphologie und der Etymologie der altindogermanischen Sprachen). Seit 15. Oktober 2015 lehrt er als Universitätsprofessor für Vergleichende Indogermanische Sprachwissenschaft an der FAU Erlangen-Nürnberg.

## Schriften (Auswahl)
- Das Vernersche Gesetz und der innerparadigmatische grammatische Wechsel des Urgermanischen im Nominalbereich (= Innsbrucker Beiträge zur Sprachwissenschaft. Band 103). Institut für Sprachwissenschaft, Innsbruck 2001, ISBN 3-85124-683-7 (zugleich Dissertation, Regensburg 1999).
- als Herausgeber mit Wojciech Sowa: Greek and Latin from an Indo-European perspective 3. Proceedings of the conference held at the Comenius University Bratislava, July 8th – 10th 2010. (GLIEP 3) (= International journal of diachronic linguistics and linguistic reconstruction. Supplementband 2). peniope, München 2012, ISBN 978-3-936609-59-2.